# Рудливе
Ру́дливе — село в Україні, у Бокіймівській сільській громаді Дубенського району Рівненської області. Населення становить 123 осіб.

## Географія
Село розташоване на лівому березі річки Ікви.

## Історія
У 1906 році село Княгининської волості Дубенського повіту Волинської губернії. Відстань від повітового міста 24 верст, від волості 12. Дворів 35, мешканців 284.
7 (20) листопада 1917 року, відповідно до Третього Універсалу Української Центральної Ради, увійшло до складу Української Народної Республіки.
До 2016 у складі Вовницької сільської ради. 
12 червня 2020 року, відповідно до розпорядження Кабінету Міністрів України № 722-р від «Про визначення адміністративних центрів та затвердження територій територіальних громад Рівненської області», увійшло до складу Бокіймівської сільської громади. 
19 липня 2020 року, в результаті адміністративно-територіальної реформи та ліквідації Млинівського району, село увійшло до складу Дубенського району.

## Відомі люди
Іткалюк Юрій Герасимович (1966—2015) — український військовик, учасник російсько-української війни.